# Sphaerostephanos nakaikei
Sphaerostephanos nakaikei är en kärrbräkenväxtart som beskrevs av Holtt. Sphaerostephanos nakaikei ingår i släktet Sphaerostephanos och familjen Thelypteridaceae. Inga underarter finns listade.